# Больше-Жирово
Бо́льше-Жи́рово (рос. Больше-Жирово) — присілок у складі Асінівського району Томської області, Росія. Входить до складу Ягодного сільського поселення.
Стара назва — Большежирово.

## Населення
Населення — 29 осіб (2010; 41 у 2002).
Національний склад (станом на 2002 рік):
- росіяни — 98 %